# Viguiera media
Viguiera media là một loài thực vật có hoa thuộc họ Asteraceae.
Loài này chỉ có ở Ecuador.
Môi trường sống tự nhiên của chúng là hồ nước mặn.
Chúng hiện đang bị đe dọa vì mất môi trường sống.